# 3371 Джакконі
3371 Джакко́ні (3371 Giacconi) — астероїд головного поясу, відкритий 14 вересня 1955 року.
Тіссеранів параметр щодо Юпітера — 3,331.